# Abdul Razzaq Baloch
Abdul Razzaq Baloch (nascido em 10 de agosto de 1936) é um ex-ciclista paquistanês. Ele representou sua nação durante os Jogos Olímpicos de Roma 1960, na prova de velocidade.